# M3LL155X
“M3LL155X”(멜리사로 발음)는 잉글랜드의 싱어송라이터 FKA 트위그스의 세 번째 익스텐디드 플레이(EP)로, 2015년 8월 13일 영 터크스를 통하여 발매하였다. 음악 평단으로부터 호평을 얻었으며, 빌보드 200 차트에서 63위에 올랐다.

## 배경
2014년 11월, 비욘세의 “Beyoncé”의 프로듀싱에 참여하였떤 프로듀서 부츠가 트위그스의 세 번째 익스텐디드 플레이 작업에 참여하고 있다는 것이 공개됐다.
“M3LL155X”는 2014년 11월 완성되었으며, 트위그스는 “LP1”의 투어를 끝내기 전까지 아무것도 하지 않으려고 하였고, 그 기간 동안에는 모든 곡의 뮤직 비디오를 촬영하면서 발매가 늦어졌다.
트위그스가 18살이 되었을 때에는 런던 지역의 프로듀서와 작업을 하면서 자신의 사운드를 찾으려고 하였다. 이 때 ‘I'm Your Doll’이란 노래를 만들었다.
“M3LL155X”가 제목으로 정해지기 전, 팬들과 기자들은 “EP1”과 “EP2”처럼 다음 작품의 이름이 “EP3”이 될 것이라고 예상하였다. 2015년 6월, 트위그스는 EP의 이름이 멜리사가 될 것이라고 언급하였다.

## 트랙 리스트
| #            | 제목               | 작사·작곡               | 프로듀서     | 재생 시간 |
| ------------ | ------------------ | ----------------------- | ------------ | --------- |
| 1.           | 〈Figure 8〉       | FKA 트위그스 부츠       |              | 3:03      |
| 2.           | 〈I'm Your Doll〉  | 트위그스 세이지 틱      |              | 3:11      |
| 3.           | 〈In Time〉        | 트위그스 틱 조엘 컴패스 | 트위그스 틱  | 4:35      |
| 4.           | 〈Glass & Patron〉 | 트위그스 부츠           |              | 4:19      |
| 5.           | 〈Mothercreep〉    | 트위그스 부츠           |              | 3:36      |
| 총 재생 시간 | 총 재생 시간       | 총 재생 시간            | 총 재생 시간 | 18:44     |

## 차트
| 차트 (2015)                        | 최고 순위 |
| ---------------------------------- | --------- |
| 벨기에 앨범 (울트라탑 플랑드르)    | 193       |
| 프랑스 (SNEP)                      | 184       |
| 뉴질랜드 앨범 (레코디드 뮤직 NZ)   | 30        |
| 미국 빌보드 200                    | 63        |
| 미국 댄스/일렉트로닉 앨범 (빌보드) | 2         |
| 미국 인디팬던트 앨범 (빌보드)      | 5         |